# Nikandra (roślina)
Nikandra, wzdętka (Nicandra Adans.) – rodzaj roślin z rodziny psiankowatych (Solanaceae). Jest to takson monotypowy tj. należy tu jeden gatunek – nikandra miechunkowa Nicandra physalodes (L.) Gaertn. Fruct. Sem. Pl. 2: 237 1791. Roślina ta pochodzi prawdopodobnie z Ameryki Południowej (Peru), ale została szeroko rozpowszechniona w strefie międzyzwrotnikowej oraz w strefach umiarkowanych obu półkul. W Polsce ma status zadomowionego antropofita.
Gatunek uprawiany jest jako jednoroczna roślina ozdobna. Sadzony jest też dlatego, że z powodu zawartości steroidowych laktonów odstrasza muchy. Niektórym nasionom brakuje jednego chromosomu, co sprawia, że mogą one pozostawać w uśpieniu przez około 30 lat.

## Morfologia
PokrójRoślina jednoroczna osiągająca do 1,5 m wysokości i zwykle o jeszcze większej szerokości.
LiściePojedyncze, skrętoległe, ząbkowane.
KwiatyPięciokrotne, promieniste, wyrastają pojedynczo w kątach liści. Kielich o działkach wolnych, sercowatych, z krawędziami ze sobą stykającymi się i wywiniętymi na zewnątrz, w efekcie kielich ma 5 ostrych krawędzi. Korona kwiatu u nasady to dzwonkowato zrośnięte i białe części płatków, które wyżej rozszerzają się w rozpostarte kołowo i fioletowe łatki o średnicy ok. 4 cm. Pręcików jest 5, równych długością. Zalążnia górna, trój- do pięciokomorowa, z licznymi zalążkami, szyjka słupka pojedyncza, zakończona kulistym znamieniem.
OwocePurpurowa jagoda w miarę dojrzewania zasychająca i pękająca po dojrzeniu, zawierająca dużą liczbę drobnych nasion.

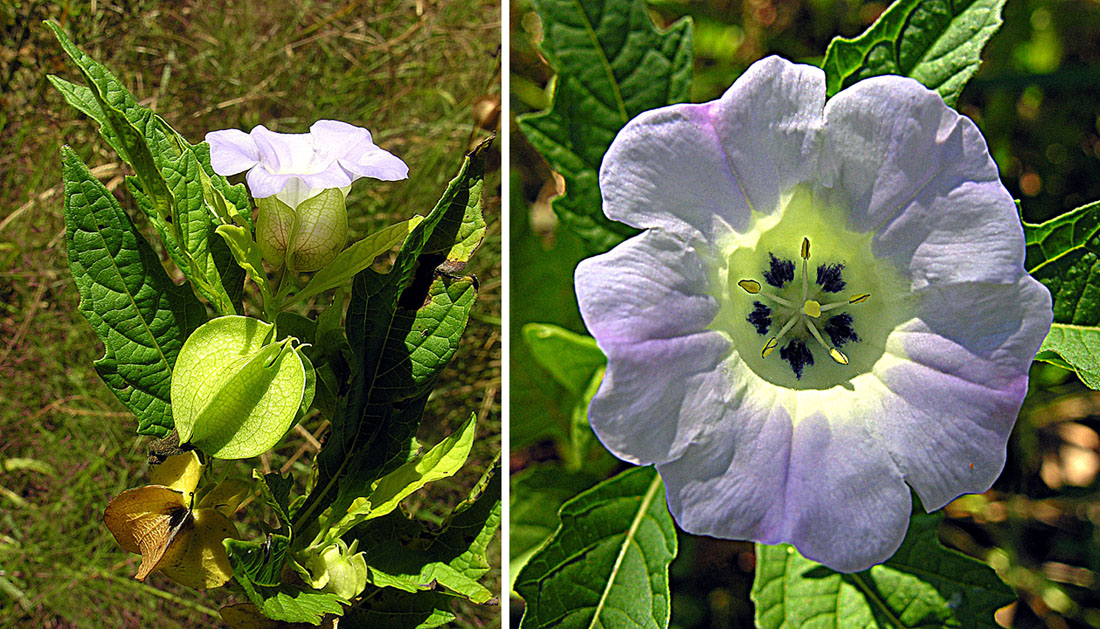
Kwiat
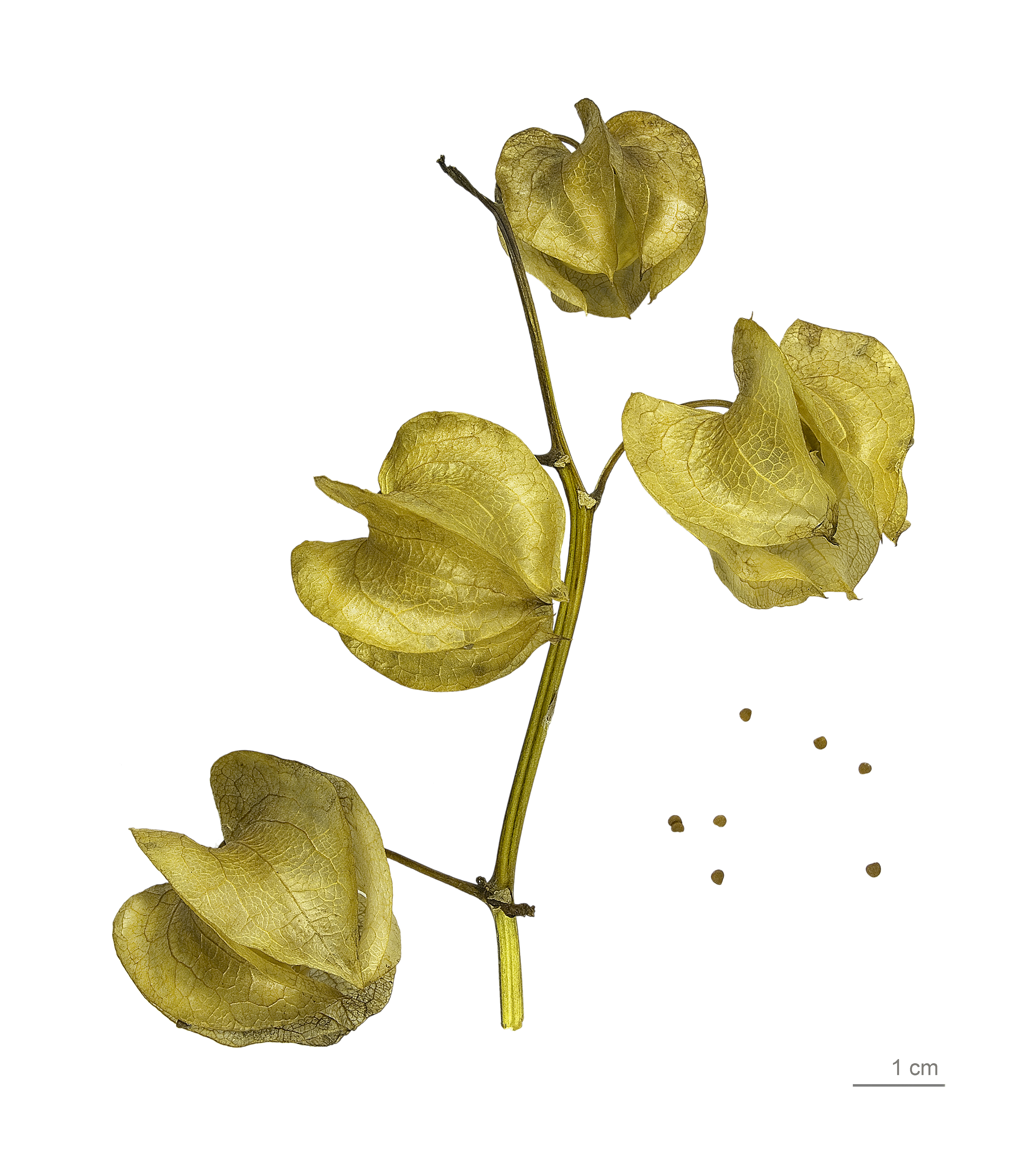
Owoce ukryte w kielichach
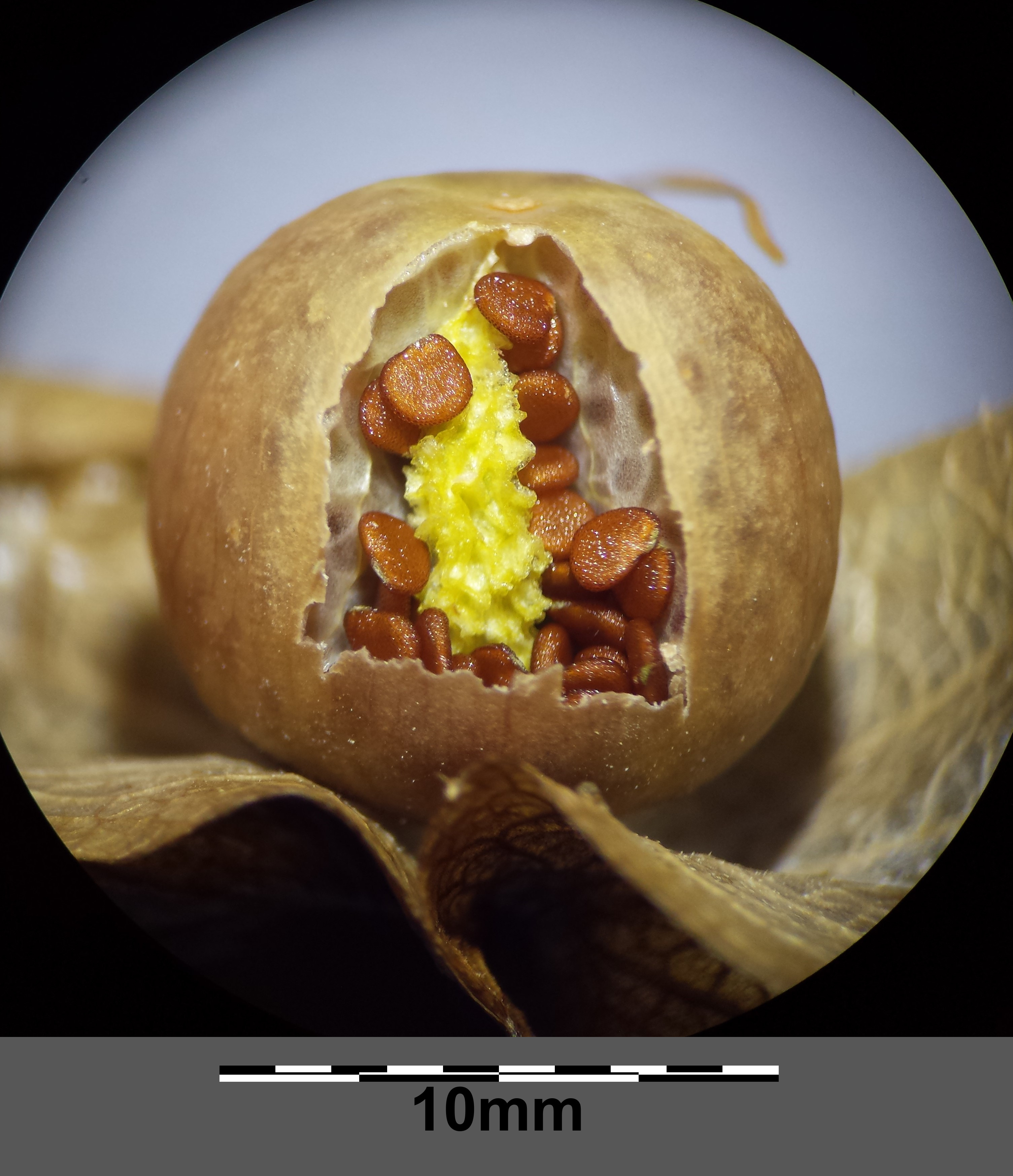
Otwarty owoc
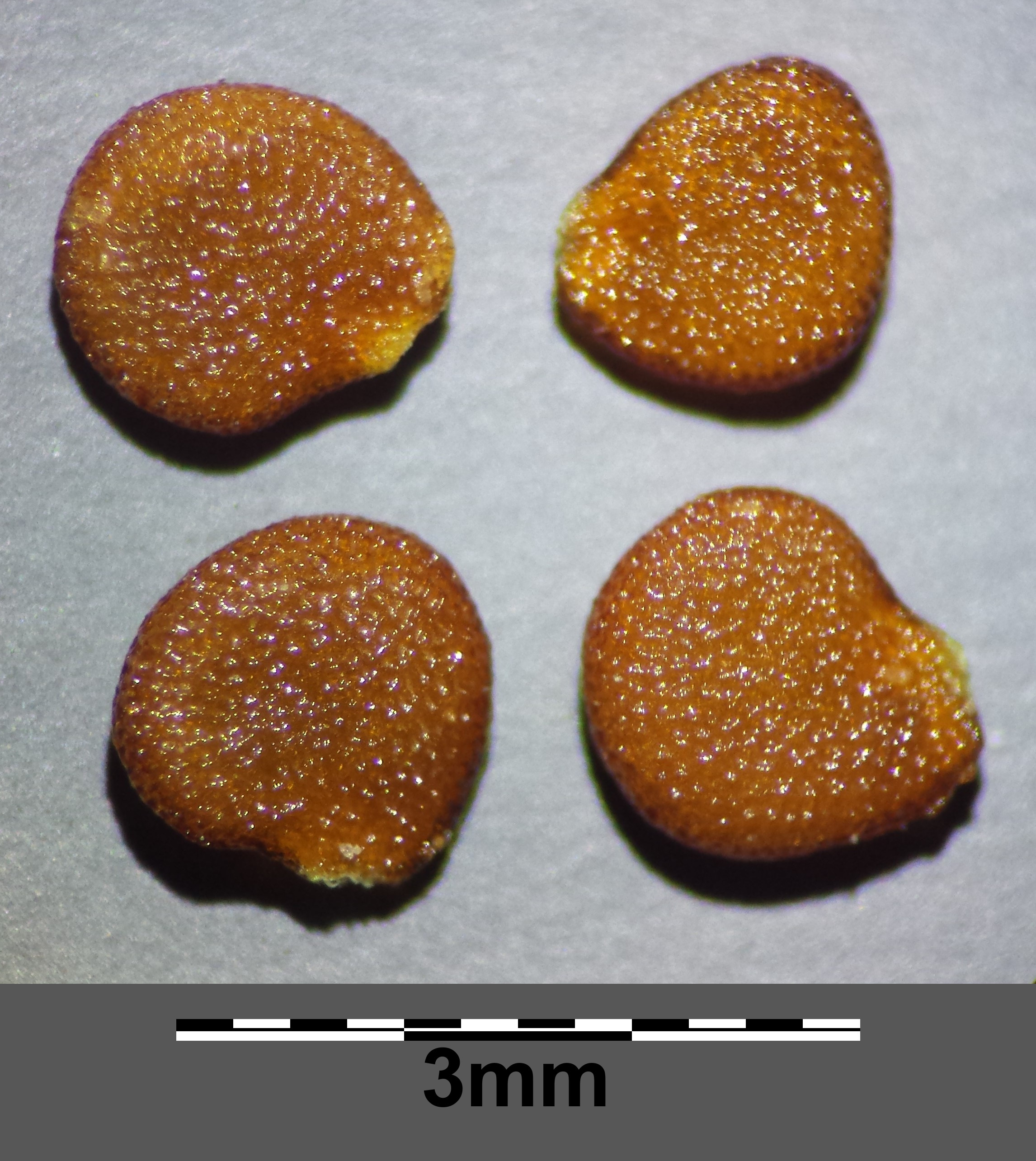
Nasiona

## Systematyka
W obrębie rodziny psiankowatych (Solanaceae) klasyfikowana w podrodzinie Solanoideae. 